# Fiscalidad

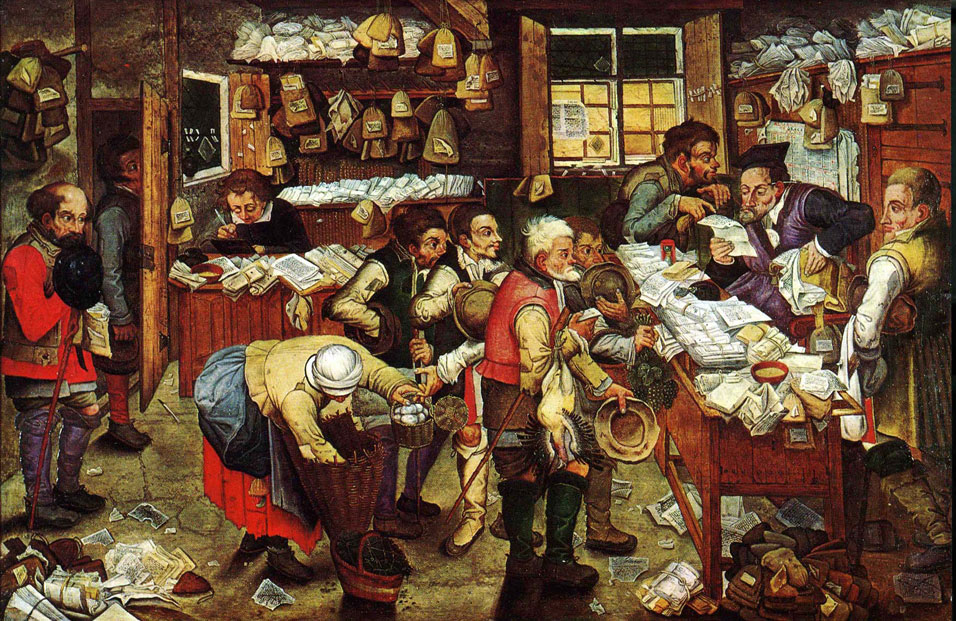
Pieter Brueghel el Joven: El recaudador de impuestos (The Tax Collector), 1621.

La fiscalidad engloba el conjunto de normas y reglamentaciones en vigor en materia fiscal, que se encuentran en la legislación aplicable, en la jurisprudencia, en la totalidad de la normativa y en los procedimientos relativos a la administración fiscal y al cumplimiento de las obligaciones fiscales.

## Galería de imágenes
| Imágenes relativas a fiscalidad | |                                                          |
| | |                                                          |
| Guardia Fiscal en 1885, archipiélago de Azores. | Logotipo del Internal Revenue Service, agencia estadounidense encargada de la recaudación fiscal y del cumplimientos de las leyes tributarias. | Avión anticontrabando de la Guardia di Finanza (Italia). |
| | |                                                          |
| Plano de Medina del Campo (Valladolid, España) tal como sería en el siglo XVI. Se aprecian tres cinturones de muralla, los dos más pequeños del siglo XI y del siglo XIII se construyeron con fines defensivos, pero el tercero tuvo una finalidad fiscal, para cobrar el impuesto a quienes quisiesen entrar en la ciudad a negociar. | Aduana de Buenos Aires (Argentina), vista desde la Avenida Alicia Moreau de Justo.                                                             |                                                          |

- Datos: Q1964442